# Fabero
Fabero est une commune d'Espagne dans la province de León, communauté autonome de Castille-et-León. Elle s'étend sur 54,47 km2 et comptait environ 4 818 habitants en 2015.